# 吳金贊
吳金贊（1936年12月8日—2012年1月1日），中華民國農學學者、政治人物，曾任金門林務所長，後代表中國國民黨在福建省選區（金、馬地區）當選為第一屆第一、二、三、四次增額立法委員，並曾擔任福建省政府主席長達12年。
| 前任： 首創   | 福建省選區立法委員 第1屆第1-4次增額1973年-1990年 | 繼任： 黃武仁 |
| 前任： 戴仲玉 | 福建省政府主席 1986年6月－1998年2月              | 繼任： 顏忠誠 |